# Depressió tropical deu (2005)
La depressió tropical deu fou el desè cicló tropical que es desenvolupà durant la temporada d'huracans a l'Atlàntic del 2005, la qual va batre el rècord d'activitat fins aquell moment. Es formà el 13 d'agost en desenvolupar-se una ona tropical que, el 8 d'agost, emergí de la costa oest d'Àfrica. Com a conseqüència de la forta cisalla del vent, la depressió es mantingué dèbil i no aconseguí reforçar-se més enllà de l'estatus de depressió tropical. El cicló es dissipà el 14 d'agost, encara que les seves restes contribuïren parcialment a la formació de la depressió tropical Twelve, que finalment s'intensificà convertint-se en el devastador huracà Katrina que assolí la categoria 5. El cicló no ocasionà directament cap efecte, cap víctima mortal ni dany, però com ja hem dit més tard es va transformar en l'huracà Katrina i per això es pot considerar que va matar indirectament 1.833 persones i va costar indirectament 108.000 milions de dòlars dels Estats Units.

## Història meteorològica

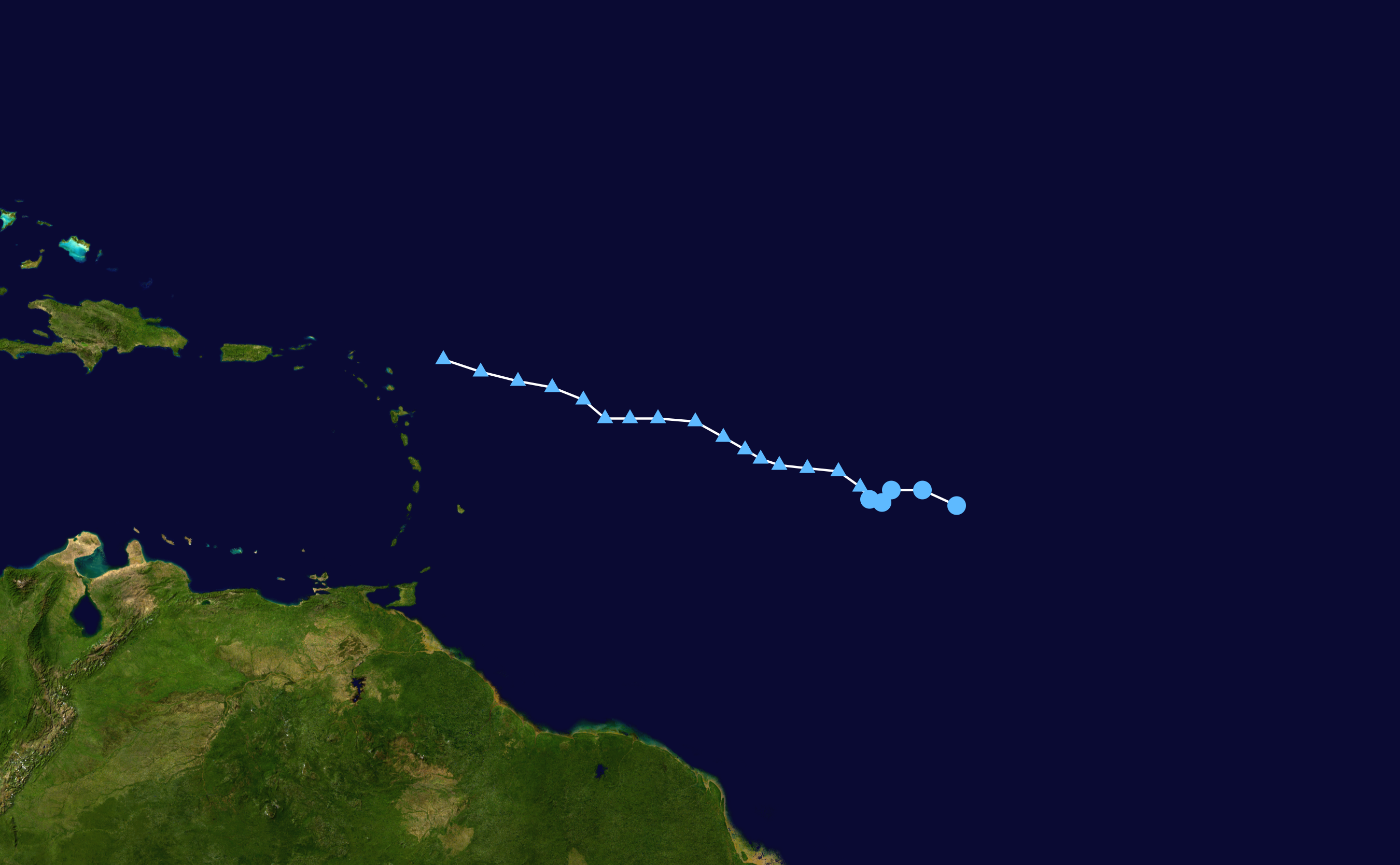
Trajectòria de la depressió.

El 8 d'agost, una ona tropical emergí de la costa oest de l'Àfrica i entrà a l'oceà Atlàntic. Avançant en direcció oest, l'11 d'agost la depressió començava a presentar signes d'organització convectiva. El sistema seguí desenvolupant-se i el 13 d'agost, a les 12:00 UTC, es formà la depressió tropical deu. En aquell moment, estava situada aproximadament 2.600 km a l'est de les Barbados. En el moment de la seva designació, la depressió consistia en una gran àrea d'activitat tempestuosa, amb elements bandats corbats i una efluència en expansió. Tanmateix, es preveia que les condicions ambientals aviat esdevindrien desfavorables. La depressió es va moure de forma erràtica i lenta vers l'oest, amb cisallament del vent a totes les intensificacions significatives. A finals del 13 d'agost, segons comunica un informe del Centre Nacional d'Huracans, va "començar a semblar un Irene-júnior a mesura que experimentava un cisallament de tipus mitjà en direcció al sud-oest, per sota d'un patró d'efluència superior altrament favorable". S'esperava que el cisallament del vent remetés durant les 48 hores següents, fent que alguns models de previsió suggerissin que la depressió acabaria assolint l'estatus d'huracà.
El 14 d'agost, el cisallament ja havia aconseguit pertorbar el desenvolupament de la tempesta, deixant el centre de circulació exposat a l'àrea de convecció que també s'estava deteriorant. Després de serpejar, la tempesta es començà a desplaçar en direcció oest. Els meteoròlegs pronosticaven que tornaria a avançar en direcció nord-oest a causa de l'anticicló del sud de les Bermudes que es debilitava i a un altre anticicló que esperaven que es formés al sud-oest de les Açores. A les 18:00 UTC del 14 d'agost, el fort cisellament havia debilitat tant la tempesta que ja no complia el criteris d'un cicló tropical. Degenerà en un romanent en forma de baixa que portà al Centre Nacional d'Huracans a emetre l'avís consultiu final del cicló. Avançant en direcció oest, ocasionalment, encara produí esclats d'activitat connectiva fins que es dissipà el 18 d'agost.
La depressió tropical Twelve es formava al sud-est de les Bahames a les 21:00 UTC del 23 d'agost, producte parcial de les restes de la depressió tropical deu. Tot i que la normativa estàndard a l'Atlàntic indica que s'ha de mantenir la numeració original en el cas que les depressions tropicals es regenerin, les imatges de satèl·lit indicaren que una segona ona tropical s'havia combinat amb la depressió tropical deu a Puerto Rico formant una de nova més complexa. En una reanàlisi es va descobrir que la circulació baixa de la depressió tropical deu s'havia separat i dissipat completament; només la circulació mitjana restant va continuar movent-se i es va fusionar amb la segona ona tropical. En conseqüència, no complia els criteris necessaris per mantenir el mateix nom i identitat. La depressió tropical Twelve més endavant es convertiria en l'Huracà Katrina.

La depressió tropical deu el 13 d'agost.

## Impacte
Com la depressió tropical deu mai arribà a tocar terra en forma de cicló tropical, no fou necessari emetre cap alerta ciclònica en cap regió terrestre. No fou reportat cap efecte, dany o mort, com tampoc no es reportà que algun vaixell patís dificultats com a producte de la força del vent. El sistema no assolí l'estatus de tempesta tropical i per això, el Centre Nacional d'Huracans no li assignà un nom. La tempesta contribuí parcialment a la formació del devastador Huracà Katrina que assoliria la Categoria 5 dins l'escala de Saffir-Simpson i que recalà sobre Louisiana, causant desperfectes de caràcter catastròfic. Katrina fou l'huracà més costós, així com un dels cinc més mortífers, en la història dels Estats Units.